# فانوس آبی (سرده)
فانوس آبی، حلقه کرکی (نام علمی: Trichodesma) نام یک سرده از تیره گاوزبانیان است.